# ويد رولاند
ويد رولاند هو صحفي كندي، ولد في 1944.